# ピアノ協奏曲第1番 (ヴィラ＝ロボス)

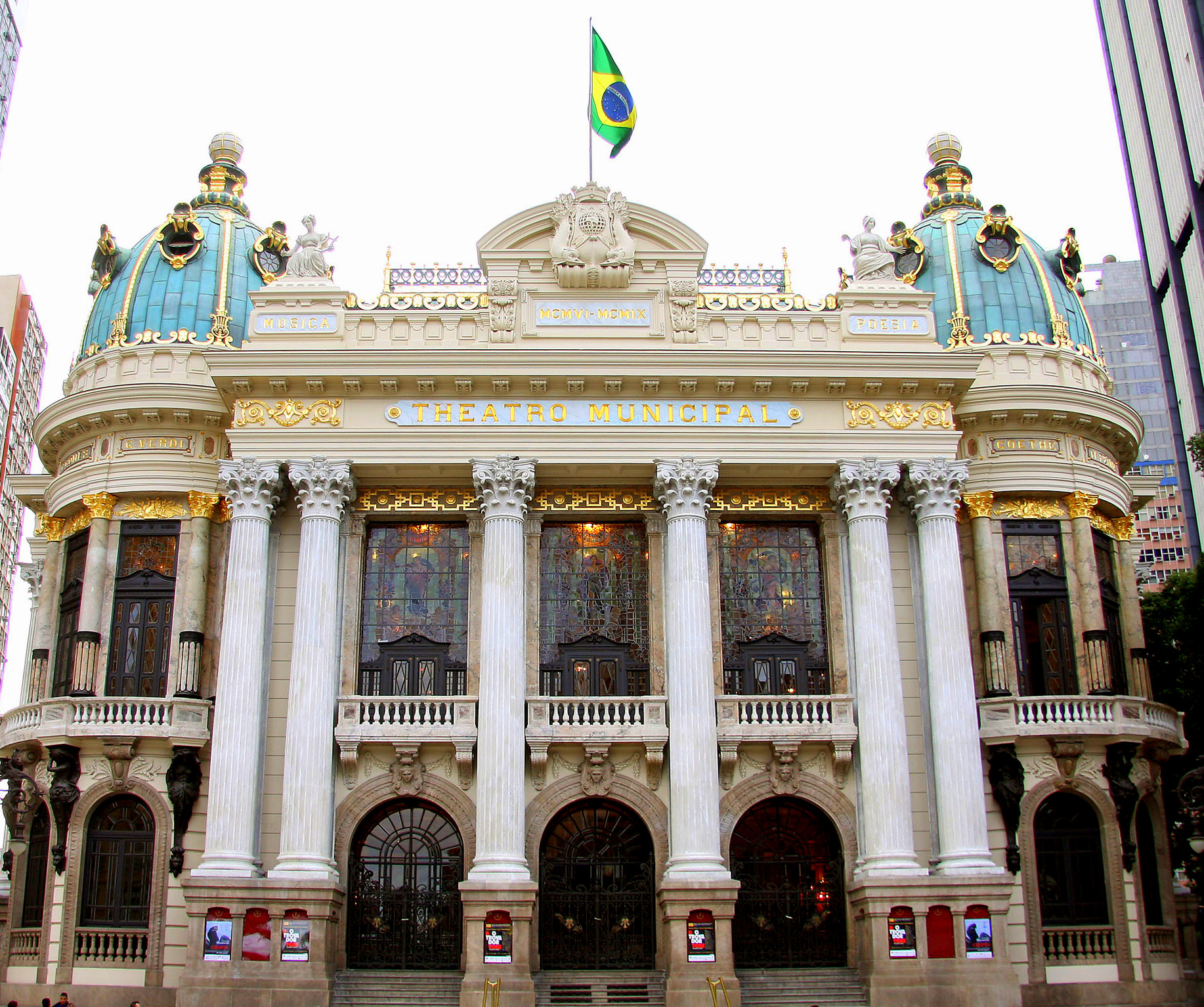
初演の会場となったリオデジャネイロ市立劇場。

ピアノ協奏曲第1番 W453 は、エイトル・ヴィラ＝ロボスが1945年に作曲したピアノ協奏曲。

## 概要
本作は1945年にリオデジャネイロで作曲された。カナダのピアニストであるエレン・バロンの委嘱を受けての作曲であった。初演は1946年10月11日にリオデジャネイロ市立劇場において、バロンの独奏、作曲者自身の指揮、市立劇場交響楽団によって行われた。この演奏会は「ヴィラ＝ロボス音楽祭」の一環として開催されたものだった。バロンは続いて1946年にダラスでアンタル・ドラティの指揮によりアメリカ初演、1947年10月28日にモントリオールのプラトー講堂でデジレ・デフォーの指揮によりカナダ初演、さらに1956年にはトーマス・ビーチャムの指揮でロンドン初演を行っている。バロンは1949年にエルネスト・アンセルメと本作の録音も残しており、1951年1月30日と31日にはアンセルメ、モントリオール交響楽団との共演で本作のカナダでの再演も行った。
ヴィラ＝ロボスのピアノ協奏曲は全5曲あるが、第1番が最良の作品と看做されることが多い。

## 楽器編成
ピアノ独奏、ピッコロ、フルート2、オーボエ2、コーラングレ、クラリネット2、バスクラリネット、ファゴット2、コントラファゴット、ホルン4、トランペット3、トロンボーン3、バストロンボーン、チューバ、ティンパニ、打楽器（タムタム、トライアングル、バスドラム）、ハープ、弦五部。

## 楽曲構成
演奏時間は約33分半。
全4楽章構成となっている。
- 第1楽章 Allegro 12/8拍子
ある主題を発展させた後、違う主題が奏されて発展するモザイク的なもので、この手法はショーロスにおいても用いられた。
- 第2楽章 Allegro (poco scherzando) 12/8拍子
第1楽章とはアタッカで繋がっており、連続して演奏される。
- 第3楽章 Andante – Andantino (quasi andante) – Cadenza 3/4拍子
- 第4楽章 Allegro non troppo 2/4拍子

5曲あるピアノ協奏曲が全てそうであるように、ヴィラ＝ロボスは4楽章構成にこだわりはしたものの、楽章を旋律素材を基礎として構成するという伝統的な構造にはあまり従おうとしなかった。代わりに、彼は楽章の区分を明確化するためにリズム素材を使用している。

## 関連文献
- Anon. 1956. Festival Hall: Beecham Concert. The Times, Issue 53684 (9 November): 3.
- Fortes Filho, Raimundo M. de Melo. 2004. "Concerto Para Piano e Orquestra n. 1 de Villa-Lobos: Um Estudo Analítico-Interpretativo". Masters thesis, Universidade Federal da Bahia.
- Fortes Filho, Raimundo Mentor de Melo, and Diana Santiago. 2004. "A politonalidade no concerto nº 1 para piano e orquestra de Villa-Lobos". In Anais do Simpósio de Pesquisa em Música 2004, edited by Norton Dudeque, 35–48. Curitiba, Brazil: Universidade Federal do Paraná (Departamento de Artes). ISBN 9788598826035.
- Johnson, Bret. 1992. "Villa-Lobos: Piano Concertos Nos. 1–5 by Cristina Ortiz, Miguel Gomez- Martinez". Tempo, New Series, No. 182, Russian Issue (September): 60–61.
- Salter, Lionel. 1992. Villa-Lobos Piano Concertos (review of CD, performed by Cristina Ortiz, Royal Philharmonic Orchestra, conducted by Miguel Gómez-Martínez). Gramophone (May).
- Tarasti, Eero. 1995. Heitor Villa-Lobos: The Life and Works, 1887–1959, translated from the Finnish by the author. Jefferson, North Carolina, and London: McFarland. ISBN 0-7864-0013-7.